# GIS-Datenformat
Als GIS-Datenformat werden standardisierte Datenformate von Geoinformationssystemen auf Basis der PC-Plattformen bezeichnet.

## Abgrenzung und Einordnung
In der Geoinformatik und in der Geoinformatiktechnologie (GeoIT) werden unterschiedliche IT-Plattformen genutzt und teils über raumbezogene Anwendungen (GIS), Services (Geowebinfrastrukturen, wie OpenStreetMap, Google Maps oder EU INSPIRE) and Apps (Location Based Apps) spezialisiert. Im Moment etablieren sich IoT-Plattformen für den Innenraum (z. B. indoor maps, Smart Home) und für den Außenraum (z. B. outdoor, HD maps, Autonomes Fahren und Fliegen).
Die allgemeine Bezeichnungen für räumliche Daten sind Geodaten oder genauer GeoIT-Daten. Eine Unterkategorie auf Basis des PCs fasst GIS-Datenformate zusammen, die häufig Binärformate sind. Das Shp-Format ist ein bekanntes Beispiel. Die andere Unterkategorie auf Basis des Internets umfasst XML-Datenformate, die über sog. Dialekte spezialisiert sind. Das GML-Format wie auch das OSM-XML-Format oder das GeoJSON-Format sind Beispiele dafür.

## GIS-Datenformate
In einem GIS werden verschiedene Datenformate zur Erfassung, Bearbeitung, Organisation, Analyse und Präsentation geografischer Daten verwendet. Es gibt vektorbasierte bzw. rasterbasierte Formate. Alle Geometriedaten können durch Sachdaten (Attribute) ergänzt werden.
Offizielle Geo-Informatik-Standards werden zum Beispiel von der Internationalen Organisation für Normung (ISO) oder dem Open Geospatial Consortium, die aber vorrangig für Geowebinfrastrukturen entworfen werden, wobei diese mittlerweile auch von GIS-Anwendungen gelesen werden können. Von den kommerziellen Herstellern dieser Systeme wurden eigene Datenformate eingeführt. Häufig sind auch De-facto-Industriestandards anzutreffen. Viele Datei-Formate von Open-Source-Projekten sind kompatibel zu ihrem kommerziellen Äquivalent.
Derzeit lassen sich in Bezug auf die Verwendung verschiedener Datenformate drei große Klassen an Dateitypen bilden: ESRI-ArcGIS-Dateientypen, die meist zu Open-Source-Programmen (DIVA-GIS, GRASS GIS, QGIS etc.) kompatibel sind. Die Dateitypen, die durch das Open Geospatial Consortium OGC genormt wurden und meist in den Open-Source-Programmen Verwendung finden. Und schließlich spezielle Datenformate, die nur im System des jeweiligen Entwicklers funktionieren, wie IMAGINE, Rasterdatenformat von ERDAS Imagine.
In den folgenden Auflistungen werden vor allem Formate für Vektordaten und Rasterdaten unterschieden.

## Dateiendungen und -formate für Vektordaten
| Dateiendung        | Beschreibung | Entwickler                                            | Kompatibilität           |
| ------------------ | --- | ----------------------------------------------------- | ------------------------ |
| .isam. / .bgrund   | ALK/DFK in Baden-Württemberg nutzt die Index Sequential Access Method (ISAM). Dies ist lediglich eine Zugriffsmethode für Datensätze. | IBM Ende der 1960er Jahre / Landesvermessungsamt BaWü | Kompatibilität unbekannt |
| Coverage           | Das Coverage zugrunde liegende Modell enthält innerhalb einer Ordnerstruktur (Feature Dataset) verschiedene Geometrietypen (Feature-Klassen). Die Geometrietypen bedingen sich untereinander. | Von ESRI 1981 ursprünglich für ArcInfo entwickelt     | ArcGIS                   |
| .dgn               | Intergraph/Bentley Standard File Format | ?                                                     | Kompatibilität unbekannt |
| .dwg               | AutoCAD Drawing, Zeichnungsdatei, welche auch in GIS Programme importiert und weiterverarbeitet werden kann. | Autodesk                                              | ArcGIS                   |
| .dxf               | Drawing Interchange Format, DXF ist ein Austauschformat für den Inhalt von AutoCAD-Zeichnungsdateien (.dwg). | Autodesk                                              | ArcGIS                   |
| .E00               | ESRI ArcInfo Interchange File (ArcInfo-Export-Format) ist ein proprietäres ESRI-Dateiformat, das die Übertragung verschiedener Arten von Geodaten, die in ESRI-Software verwendet werden, zwischen ESRI-Systemen unterstützen soll. | ArcGIS                                                | Kompatibilität unbekannt |
| .edb               | Einheitliche Datenbankschnittstelle (EDBS), (ALK/DFK und ATKIS) | ?                                                     | Kompatibilität unbekannt |
| .gdb               | File Geodatabase ab Version 9.2 mit ArcGIS eingesetztes Containerformat, auch für Rasterdaten verwendet | ESRI                                                  | ArcGIS                   |
| .gdf               | Geographic Data Files ist ein konzeptuelles und logisches Datenmodell mit Definition eines nicht binären Standard-Dateiaustauschformates für vektorisierte Kartendaten, speziell Straßenkarten. ISO/DIS 14825:2011 (GDF5.0-Ausgabe des Standards ersetzt GDF4.0 von 2004). Traditionell haben GDF-Dateien Felder mit fester Breite und 80 Zeichen pro Zeile. Die einzelnen Records können durch Continuation Records fortgesetzt werden. Die jüngste Überarbeitung des GDF-Standards durch ISO sieht neuerdings auch XML- und SQL-basierte Formate vor. Die Daten werden in drei Leveln abgelegt: 1. Topologie, 2. Funktionen, 3. Komplexe Funktionen. | Autonavigationsindustrie                              | Kompatibilität unbekannt |
| .gml               | Geowebinfrastrukturformat: Dateien der Auszeichnungssprache Geography Markup Language zum Austausch raumbezogener Objekte ("Features"). GML erlaubt die Übermittlung von Objekten (mit Attributen, Relationen und Geometrien) unter Einbeziehung von nicht-konventionellen Daten, wie Sensordaten. Aktuelle Version: Version 3.3 | Open Geospatial Consortium                            | OGC, ArcGIS              |
| .gpkg              | GeoPackage beschreibt ein Austauschformat für Geodaten. Die Geodaten werden in einer vom Standard definierten Art und Weise in einer SQLite Datenbank abgelegt. Geometrien werden als WKT oder WKB codiert in der Datenbank abgelegt. | Open Geospatial Consortium                            | OGC, QGIS, ArcGIS, GDAL  |
| .gpx               | Das GPS Exchange Format (GPX) ist ein Datenformat zur Speicherung von Geodaten (GPS-Daten) und basiert auf dem allgemeinen XML-Standard. Ein XML-Schema beschreibt die Elemente und den Aufbau des GPS Exchange Formats. Derzeit liegt das XML-Schema des GPX-Formates in der Version 1.1 vor. | TopoGrafix                                            | OGC, ESRI                |
| .iff               | Interchange File Format ist ein planares Bitmap-Grafikformat (mit 24/32 Bit) | ursprünglich Electronic Arts                          | OGC, ArcGIS              |
| .ili/ilt/itf/xtf   | INTERLIS-Transferformat | ?                                                     | OGC, ESRI                |
| .kml/.kmz          | Geowebinfrastrukturformat: Keyhole Markup Language ist die Auszeichnungssprache (beschreibt also den Inhalt der Geodaten) für die Client-Komponenten der Programme Google Earth und Google Maps. KML befolgt die XML-Syntax und liegt in der Version 2.2 vor. KMZ ist mit KML inhaltlich identisch, jedoch im ZIP-Dateiformat komprimiert. | Open Geospatial Consortium                            | OGC, ESRI                |
| .lay               | RegioGraph Layer, System für ökonomische Marktanalysen | GfK GeoMarketing GmbH                                 | ?                        |
| .mdb               | Die Microsoft Access Database kann eine Datei-basierte proprietäre Datenbank erstellen. ArcGIS verwendet dieses Format als Personal-Geodatabase | Microsoft                                             | ArcGIS                   |
| .mif/.mid          | Ein Karten- und Datenbank-Dateiformat für MapInfo.Besteht aus den zwei nichtbinären Dateien: Die MIF-Datei enthält sowohl die Metadaten und Feature-Definitionen als auch die Koordinaten. Die MID-Datei enthält die trennzeichenunterteilten Attribute, wobei eine Zeile pro Objekt benutzt wird. | ESRI                                                  | ?                        |
| .mxd               | Dokument Format von ArcGIS | ESRI                                                  | ESRI, OGC                |
| .sfa               | Simple Feature Access zur Darstellung geographischer Daten (Punkte, Linien, Polygone und zusätzlich mehrere Punkte (MultiPoint), mehrere Linien (MultiLineString), mehrere Polygone (MultiPolygon) und Sammlung dieser Geometrien (GeometryCollection)). Vergleichbar mit Shapefiles von ArcGIS. | Open Geospatial Consortium                            | OGC                      |
| .shp + .shx + .dbf | Shapefiles, zur Darstellung geographischer Daten (Punkte, Linien, Polygone). Shapefiles bestehen aus i. d. R. mindestens drei Dateien: - .shp dient zur Speicherung der Geometriedaten - .dbf Sachdaten im dBASE-Format - .shx dient als Index der Geometrie zur Verknüpfung der Sachdaten (auch Attributdaten genannt) Weitere Dateien ergänzen das Shapefile: - prj Projektionsdefinitions-File; speichert Koordinatensysteminformationen - xml enthält Metadaten, wie sie von ArcGIS verwendet werden | Von ESRI für ArcView                                  | ESRI, OGC                |
| .geojson           | Geowebinfrastrukturformat: GeoJSON, ein auf JSON basierendes Dateiformat für Punkte, Linien, Polygone | unabhängig, später IETF                               | OGC                      |

### Weitere Formate
- DKM – für Daten des Automatisierten Liegenschaftsbuchs in Österreich
- NAS – Normbasierte Austauschschnittstelle, Neumodellierung des AFIS-ALKIS-ATKIS-Modells
- OVL – Overlay, (Geogrid Viewer, Top50)
- PMF – Polygis-Metafile
- SVG – Scalable Vector Graphics (W3-Consortium)
- SQD – SICAD/open
- VEC/VEH – SPANS Vektor Archivformat
- WLDGE – für Daten des Automatisierten Liegenschaftsbuchs in Deutschland

## Dateiendungen und -formate für Rasterdaten
| Dateiendung | Beschreibung | Entwickler                       | Kompatibilität                     |
| ----------- | --- | -------------------------------- | ---------------------------------- |
| .gif        | Graphics Interchange Format. Erzeugt eine gute verlustfreie Komprimierung für Bilder mit geringer Farbtiefe (bis zu 256 (= 28) verschiedene Farben pro Einzelbild). | Compuserve                       | ArcGIS, OGC                        |
| .gpkg       | GeoPackage beschreibt ein Austauschformat für Geodaten. Die Geodaten werden in einer vom Standard definierten Art und Weise in einer SQLite Datenbank abgelegt. Rasterdaten werden als PNG oder JPEG codiert in einem BLOB in der Datenbank abgelegt.                         | Open Geospatial Consortium       | OGC, QGIS, ArcGIS, GDAL            |
| .grid       | ESRI Grid, Ein Grid ist ein natives Esri-Raster-Speicherformat. Es gibt zwei Arten von Grids: Ganzzahlen-Grids und Float-Grids. | ESRI                             | Kompatibilität unbekannt           |
| .img        | proprietäres, teilweise dokumentiertes Format für mehrschichtige georeferenzierte Rasterbilder des Systems ERDAS Imagine, speziell zur Auswertung von RS-Bildern | Erdas Imagine                    | ArcGIS                             |
| .jpg        | JPEG File Interchange Format, oft zusammen mit world file (Endung JFW) | Joint Photographic Experts Group | ESRI, OGC                          |
| .tif/.tiff  | Tagged Image File Format, oft zusammen mit world file (Endung .tfw) oder GeoTIFF. Letzteres hat sich als Quasi-Standard zur Darstellung von Rasterdaten entwickelt. Die Bildinformationen sind in jedem Programm darstellbar, welches den normalen TIFF-Standard unterstützt. | Intergraph                       | ArcGIS, OGC, Adobe Photoshop u. a. |

### Erweiterungen für Georeferenzdaten

#### World-File
Ein World file ist eine Zusatzdatei mit der Georeferenz eines Rasterbildes. Eigene Geodaten sind nicht enthalten. Der Dateityp wurde vom Unternehmen ESRI als Ergänzung für einfache Bilddateien eingeführt. Die Dateinamenserweiterung leitet sich vom Bildtyp ab und lautet beispielsweise .jgw, .pgw, .gfw oder .tfw für JPEG, PNG, GIF oder TIFF Bilddaten.

#### GeoTIFF
GeoTIFF hat sich als Quasi-Standard zur Darstellung von Rasterdaten entwickelt und wird von den meisten Rasterdaten verarbeitenden GIS-Programmen sowie einigen Bildbearbeitungsprogrammen (u. a. Adobe Photoshop) unterstützt. Die Bildinformationen sind in jedem Programm darstellbar, welches den normalen TIFF-Standard unterstützt.
Ein GeoTIFF ist eine spezielle Form eines TIFF-Bildes. Da das TIF-Format eine verlustfreie Speicherung zulässt, eignet es sich gut zur Verarbeitung von geographischen Daten, da es bei Satelliten- und Luftbildern bzw. anderen Rasterdaten oft auf hohe Abbildungsgenauigkeit ankommt.
Die Besonderheit von GeoTIFF gegenüber dem normalen TIF-Format liegt darin, dass spezielle Daten über die Georeferenz zusätzlich zu den sichtbaren Rasterdaten in die Bilddatei eingebettet werden. Dazu zählen Koordinaten zur Georeferenzierung des Bildausschnitts sowie zur verwendeten Kartenprojektion: Die Datei enthält spezifische Angaben über das Koordinatenreferenzsystem.
Die Informationen werden im Gegensatz zum GeoJPEG oder normalem TIF-Format nicht in einer separaten Datei (world file), sondern direkt in den Metatags des Bildes gespeichert, wobei sechs Tags für die Geoinformationen genutzt werden. Bei Bedarf sind diese Tags um weitere Felder erweiterbar.
GeoTIFF-Dateien können mit allen Algorithmen komprimiert werden, die für das TIF-Format möglich sind, neben diversen verlustfreien Verfahren also auch mit einer verlustbehafteten JPEG-Komprimierung, mit der sich ggf. auf Kosten der Bildqualität eine deutliche Reduktion der Dateigröße erreichen lässt. Allerdings unterstützt nicht jede Applikation alle vom TIF-Format erlaubten Kompressionsalgorithmen.
Die Initiative zur Schaffung des GeoTIFF-Formats geht auf das Unternehmen Intergraph mit Entwicklungsbeginn in den frühen 1990er zurück.

### Weitere Formate
- CIT – Intergraph CCITT Group IV, Type 24 (.CIT, .COT), Bentley Microstation
- MrSID – Multi Resolution Seamless Image Database
- PCX – Picture exchange
- PGR – Polygis-Raster-Format